# Manasia
Manasia là một xã thuộc hạt Ialomița, România. Dân số thời điểm năm 2002 là 4666 người.